# بیرمنگام
بیرمنگام یا بیرمینگهام (به انگلیسی: Birmingham) شهری واقع در کلان‌شهر مستقل در ناحیه میدلند غربی انگلستان است. این شهر با جمعیتی برابر با ۱٬۱۴۱٬۸۱۶ نفر، دومین شهر پرجمعیت بریتانیای کبیر پس از لندن به‌شمار می‌رود. جمعیت بیرمنگام و حومه به ۳/۸ میلیون نفر می‌رسد.

## تاریخچه
در سدهٔ ششم میلادی بیرمنگام یک دهکدهٔ کشاورزی اَنگلوساکسونی در کنار رود ریا بود.
نام بیرمنگام از «برمه اینگا هام» (Breme inga ham) آمده که به معنای «خانهٔ فرزندان برمه» می‌باشد.
در کتاب روز رستاخیز، نوشتهٔ سال ۱۰۸۶ از بیرمنگام به عنوان روستای کوچکی یاد شده که تنها ۲۰ شیلینگ ارزش دارد.

## شهرهای خواهر
بیرمنگام دارای شش خواهرشهر است که شهرداری بیرمنگام از آن‌ها به عنوان «شهرهای شریک بین‌المللی» یاد می‌کند.
| - شیکاگو، ایلینوی، ایالت متحده آمریکا - فرانکفورت آم ماین، آلمان - ژوهانسبورگ، آفریقای جنوبی - لایپزیگ، آلمان - لیون، فرانسه - میلان، ایتالیا |

محله جواهر فروشان در مرکز شهر بیرمنگام انگلستان، زمانی به عنوان قلب صنعت جواهرات این شهر شناخته می‌شد. اما در دهه‌های میانی قرن بیستم، این محله رو به فرسودگی گذاشت و با مشکلاتی مانند فقر، جرم و بیکاری روبرو شد.
در سال 1973، شورای شهر بیرمنگام برنامه‌ای را برای مرمت شهری این محله آغاز کرد. این برنامه که تا سال 1991 ادامه داشت، شامل اقداماتی مانند:
احیا و مرمت ساختمان‌های تاریخی: بسیاری از ساختمان‌های موجود در این محله که از نظر معماری ارزشمند بودند، مرمت و بازسازی شدند.
احداث ساختمان‌های جدید: ساختمان‌های جدیدی نیز با طراحی مدرن در این محله احداث شدند که به رونق و پویایی آن افزودند.
ایجاد فضای سبز و محوطه‌سازی: فضای سبز و محوطه‌های عمومی جدیدی در این محله احداث شد که به بهبود کیفیت زندگی ساکنان کمک کرد.
توسعه امکانات رفاهی: امکانات رفاهی جدیدی مانند مدارس، مراکز بهداشتی و فروشگاه‌ها در این محله احداث شد.
حمایت از کسب و کارهای محلی: شورای شهر با ارائه مشوق‌های مالی و دیگر حمایت‌ها به دنبال رونق کسب و کارهای محلی در این محله بود.
مرمت شهری محله جواهر فروشان بیرمنگام یک موفقیت بزرگ بود. این برنامه به طور قابل توجهی به بهبود کیفیت زندگی در این محله کمک کرد و آن را به مکانی جذاب برای زندگی، کار و بازدید تبدیل کرد.
امروزه، محله جواهر فروشان به عنوان یک نمونه موفق از مرمت شهری شناخته می‌شود و الگویی برای سایر برنامه‌های مشابه در سراسر جهان شده است.
این پروژه مرمت شهری 18 سال به طول انجامید.
این برنامه شامل احیای ساختمان‌های تاریخی، احداث ساختمان‌های جدید، ایجاد فضای سبز و محوطه‌سازی، توسعه امکانات رفاهی و حمایت از کسب و کارهای محلی بود.
مرمت شهری محله جواهر فروشان به طور قابل توجهی به بهبود کیفیت زندگی در این محله کمک کرد و آن را به مکانی جذاب برای زندگی، کار و بازدید تبدیل کرد.